# Matra 530
Matra 530 — спортивний автомобіль від компанії Matra. З 1967 по 1973 рік було виготовлено 9609 автомобілів.

## Опис

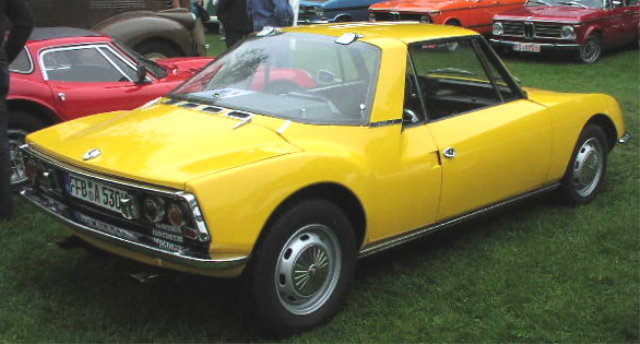
Matra 530

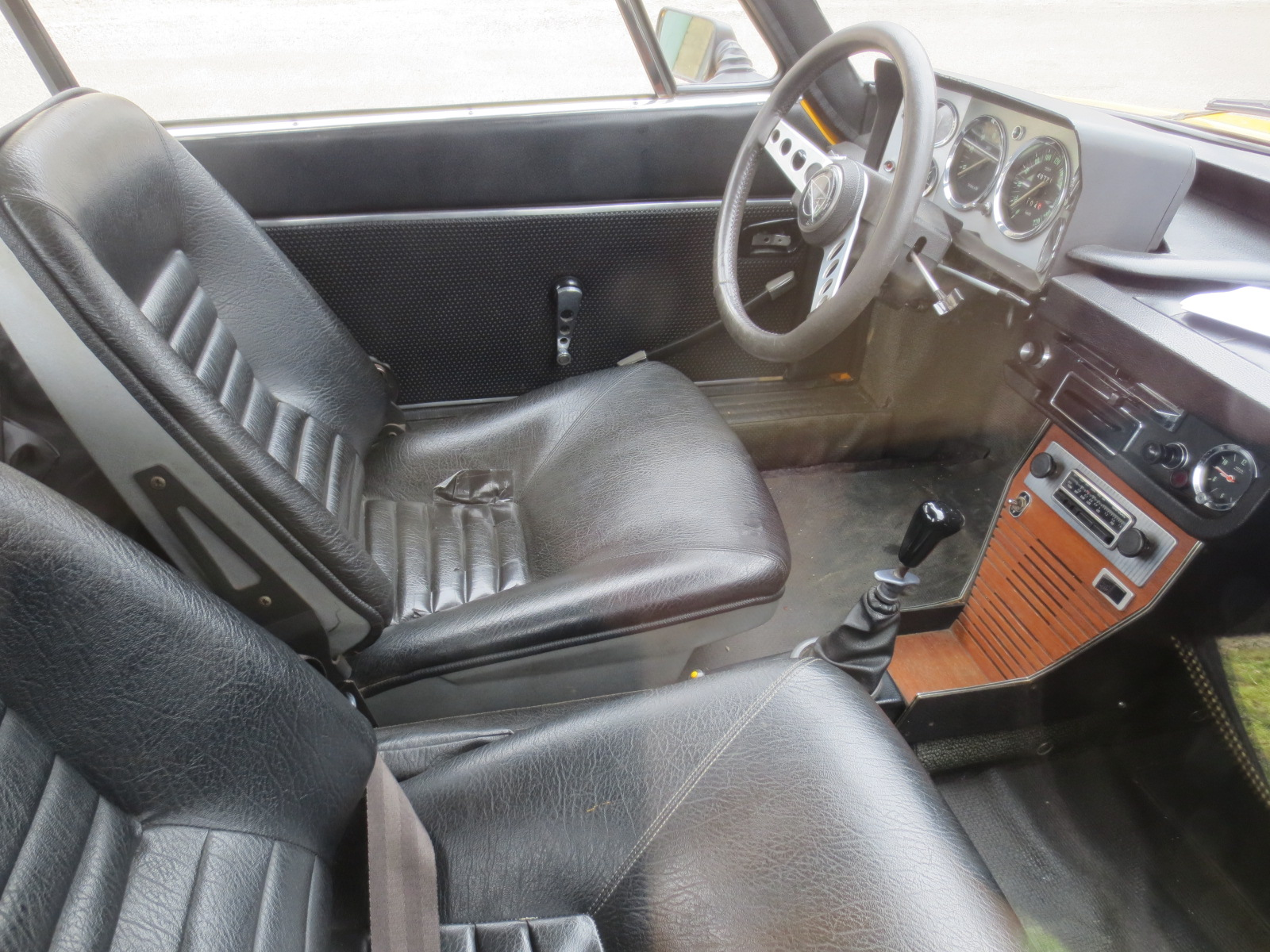

У березні 1967 року Matra 530 була представлена публіці на Женевському автосалоні. Інженер Гедон розробив автомобіль із центральним двигуном, який ідеально тримався на дорозі. Простір на задньому сидінні обмежує вибір двигуна, який повинен бути якомога коротшим. Було прийнято рішення використовувати 1,7-літровий двигун V4 (тип P5S) від Ford Taunus 17 M, який поєднувався з чотириступінчастою механічною коробкою передач від Ford 15 M. Шасі зі зварної листової сталі укомплектовано прикрученими елементами кузова з синтетичної смоли та склопластику. M530 також мав висувні фари з оптичною системою попередження та знімний дах targa з дугою безпеки.
Matra 530 поставлявся з 1968 року, а з квітня 1969 року двигун Ford C3 встановлювався з трансмісією Taunus 15 M RS. Matra 530 спочатку виготовлявся в Креї; Однак він надійшов із заводу Romorantin-Lanthenay з 14 квітня 1969 року. З 1970 року автомобілі Matra продавалися через торгову мережу Chrysler-Simca. Позначення типу змінено на Matra M530 LX.
Після падіння продажів Matra випустила спрощену модель M 530 SX у жовтні 1971 року, щоб звернути увагу на молодшу клієнтуру. Це була економічна версія зі стаціонарним дахом і прикріпленими фарами. За 18 місяців було виготовлено трохи більше тисячі примірників. У Німеччині в 1971 році автомобіль коштував 11 690 DM. У сучасній валюті з поправкою на інфляцію це відповідає 23 400 євро. У червні 1973 року серія була припинена і замінена Matra-Simca Bagheera.

## Двигуни
- 996 см3 Cléon-Fonte Gordini DOHC I4
- 1,108 см3 Cléon-Fonte OHV I4
- 1,255 см3 Cléon-Fonte Gordini OHV I4